# Marico (Fluss)
Der Marico River (auch Maricorivier oder Madikwe) ist ein Fluss in den südafrikanischen Provinzen Nordwest (North West) und Limpopo, der auch entlang der Grenze mit Botswana und zu einem kleinen Teil innerhalb Botswanas verläuft. Er ist der kürzere der beiden Quellflüsse des Limpopo.

## Verlauf und Nutzung

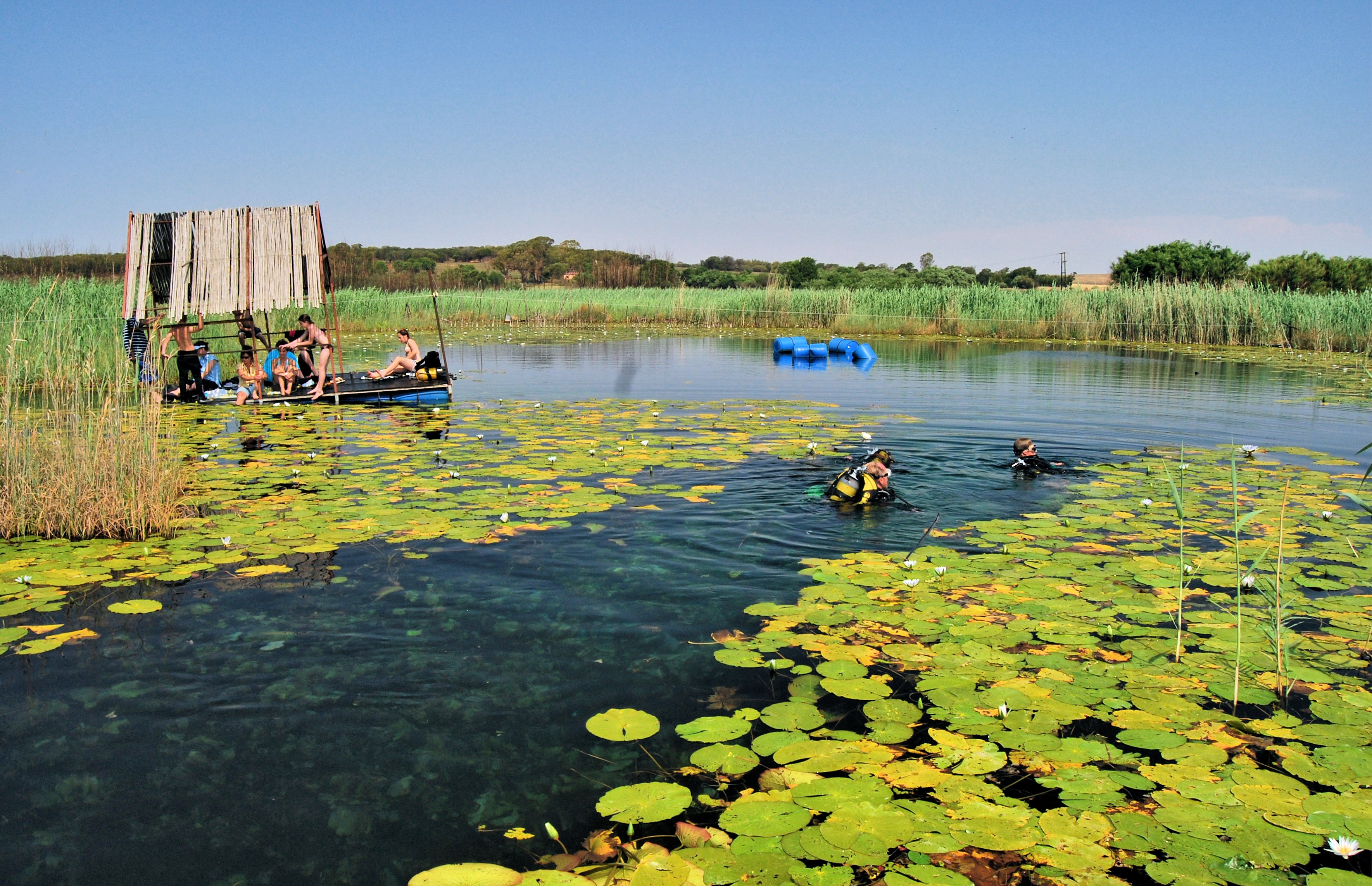
Eye of Marico

Als Quelle des Flusses wird teilweise das Eye of Marico („Auge des Marico“) bezeichnet, ein 17 Meter tiefes Quellbecken, zu dem Grundwasserleiter führen. Im Gebiet der Quellflüsse treten dolomitische Gesteinskomplexe auf, die dem Wasser einen spezifischen Mineralgehalt verleihen. Ein weiteres solches Becken, das den Fluss speist, ist das Molemane Eye (Molemane Eye Nature Reserve). Der längste Quellfluss entspringt jedoch südlich von Koster im westlichen Witwatersrand. Der Oberlauf des Flusses wird als Groot Marico bezeichnet. An ihm liegt die gleichnamige Stadt.
Der Groot Marico fließt nordwärts. Er nimmt den linksseitigen Fluss Klein Marico auf und heißt dann Marico; ebenfalls linksseitig ist der Nebenfluss Sehubyane. Der weiter nordwärts fließende Marico bildet im weiteren Verlauf einen Abschnitt der Grenze zwischen den Provinzen Nordwest und Limpopo. Dort befindet sich der Molatedi Dam und etwas flussabwärts das Tswasa Weir. Durch dieses Wehr erhält die botswanische Hauptstadt Gaborone im Rahmen des Tswasa Water Scheme einen großen Teil ihres Trinkwassers. Der Marico berührt dann das Madikwe Game Reserve und trifft bei Derdepoort und Sikwane auf die Grenze zwischen Botswana und Südafrika. Von dort fließt er als Grenzfluss zwischen Südafrika und Botswana nordostwärts. Kurz vor dem Zusammenfluss mit dem Crocodile River verläuft er einige Kilometer innerhalb Botswanas. Nach dem Zusammenfluss wird der Fluss nun Limpopo genannt, das Staatsgebiet von Mosambik querend schließlich im Indischen Ozean mündet.
Der Marico gehört zum Crocodile (West) Marico Water Management Area. Mehrere Stauseen liegen im Einzugsgebiet des Marico:
- Molatedi Dam
- Kromellenboog Dam
- Marico-Bosveld Dam
- Uitkyk Dam
- Klein-Maricopoort Dam
- Sehujwane Dam
- Madikwe Dam

## Hydrometrie
Die Abflussmenge des Marico wurde am Pegel Eerstepoort, bei über der Hälfte des Einzugsgebietes, über die Jahre 1957 bis 1984 in m³/s gemessen.
Die durchschnittliche Wassermenge an der Mündung des Marico in den Limpopo beträgt rund 170 Millionen Kubikmeter pro Jahr.

## Sonstiges
Die Wasserqualität gilt vor allem im Groot Marico als gut. Gegen Pläne zum Abbau verschiedener Bodenschätze wie Nickelerze und Diamanten im Einzugsgebiets des Marico gibt es seit 2010 immer wieder Proteste der Bevölkerung.
Der endemische Fisch Marico barb (Enteromius motebensis), der zu den Cyprinidae gehört, ist nach dem Fluss benannt.